# 브로드시트

일부 신문 크기와 메트릭 페이퍼 크기의 비교.

브로드시트(broadsheet)는 신문 판형 중 하나이다. 수많은 브로드시트의 크기는 풀 브로드시트 스프레드 당 대략 29+1⁄2 x 23+1⁄2(749 by 597 mm)이며 표준 타블로이드의 2배 크기이다.

## 나라별 브로드시트

### 일본
일본의 브로드시트는 크기가 406 × 545mm이다. 일본의 윤전 인쇄를 가진 신문에서 표준 크기이며, 타블로이드의 2배 크기이다.